# Gilberto da Silva Melo
Gilberto da Silva Melo, bekannt als Gilberto, (* 25. April 1976 in Rio de Janeiro) ist ein ehemaliger brasilianischer Fußballspieler.

## Karriere

### Verein
Gilbertos Karriere begann 1993 bei America FC. Nach zwei Jahren wechselte er zum brasilianischen Traditionsklub Flamengo Rio de Janeiro, wo er sich durchsetzen konnte. 1998 unterzeichnete Gilberto für ein kurzes Intermezzo bei Cruzeiro Belo Horizonte, wechselte dann aber im Jahr darauf erstmals nach Europa zu Inter Mailand. Den Durchbruch schaffte er damals aber nicht, so dass er bald wieder in Brasilien für Vasco da Gama, Grêmio Porto Alegre und AD São Caetano spielte. 2004 wagte der Mittelfeldspieler den erneuten Wechsel nach Europa und unterzeichnete in der Fußball-Bundesliga beim deutschen Hauptstadtklub Hertha BSC. Auf Anhieb brachte er es zum Leistungsträger. Bei seinem Ligadebüt am 7. August 2004, dem ersten Spieltag der Saison 2004/05, gelang dem Brasilianer beim 2:2 gegen den VfL Bochum sein erster Treffer im Dress der Hertha. Am Ende der Spielzeit war er der Feldspieler mit den meisten Einsätzen (33 von 34 Spielen). Nur Torhüter Christian Fiedler spielte öfter. Dabei gelangen ihm sechs Tore, womit er zusammen mit Nando Rafael zweitbester Schütze hinter Marcelinho war. Doch erst in der Saison 2006/07, nachdem Marcelinho den Verein verließ, blühte Gilberto in der Rolle des führenden Mittelfeldakteurs auf, als auch Spieler wie Yıldıray Baştürk und Kevin-Prince Boateng langfristig ausfielen.
Am 31. Januar 2008 wechselte Gilberto nach England zu Tottenham Hotspur. 25 Tage später, am 24. Februar, konnte er gleich seinen ersten Erfolg mit den „Spurs“ feiern, als der Carling Cup mit 2:1 nach Verlängerung gegen den FC Chelsea gewonnen wurde. Allerdings kam Gilberto bis dahin auf keinen Einsatz für die Engländer. Erst am 6. März im UEFA-Pokal-Spiel gegen die PSV Eindhoven wurde Gilberto erstmals eingesetzt. Bereits zur Halbzeit wurde er gegen Jamie O’Hara wieder ausgewechselt. Drei Tage später feierte er sein Premier-League-Debüt gegen West Ham United. Beim 4:0-Erfolg erzielt er auch seinen einzigen Ligatreffer für die Spurs. Da er bei den Tottenham Hotspur nicht glücklich wurde, Verletzungen warfen ihn immer wieder zurück, löste Gilberto seinen Vertrag bei Tottenham auf. 2008/09 kam er zu nur noch einem Einsatz in der Premier League und verbrachte seine Zeit bei Tottenham meist nur als Zuschauer. Schließlich wechselte der Mittelfeldspieler in seine brasilianische Heimat zum Klub Cruzeiro Belo Horizonte. Dort kam er wieder öfters zum Einsatz.

### Nationalmannschaft
Beim Konföderationen-Pokal 2005, an dem Roberto Carlos, der auf derselben Position spielt, nicht teilnahm, kam Gilberto in vier von fünf Spielen zum Einsatz. Im Finale konnte er mit Brasilien 4:1 gegen Argentinien gewinnen.
Gilberto gehörte zum Aufgebot der brasilianischen Nationalmannschaft bei der Fußball-WM 2006 in Deutschland. Er kam im dritten Gruppenspiel gegen Japan zum Einsatz und erzielte dort sein erstes Länderspiel-Tor. Nach dem Rücktritt von Roberto Carlos aus der Nationalmannschaft, wurde er zu einem gestandenen Spieler unter dem neuen Trainer Carlos Dunga geworden.
Gilberto gewann 2007 mit der brasilianischen Nationalmannschaft die Copa América durch ein 3:0 gegen Argentinien.
Im Mai 2010 berief ihn Trainer Dunga in den Kader für die WM in Südafrika. Bei dieser kam der Mittelfeldspieler auf zwei Kurzeinsätze. Im Achtelfinalspiel gegen Chile wurde Gilberto in der 85. Minute für Robinho eingewechselt, im Viertelfinale gegen die Niederlande brachte ihn Trainer Dunga bereits in der 62. Minute für Michel Bastos, von dem Gilberto noch vor WM-Beginn verdrängt worden war. Das Spiel gab man 1:2 verloren und die Brasilianer mussten enttäuscht abreisen. Während des Turniers war er der älteste Spieler in den Reihen der Seleção.

## Erfolge
Nationalmannschaft
- FIFA-Konföderationen-Pokal: 2005
- Copa America: 2007

Flamengo
- Copa de Oro Nicolás Leoz: 1996

CR Vasco da Gama
- Brasilianischer Meister 2000

Tottenham Hotspur
- Englischer Ligapokal: 2007